# Znamenivske, Sînelnîkove
Znamenivske (în ucraineană Знаменівське) este un sat în așezarea urbană Ilarionove din raionul Sînelnîkove, regiunea Dnipropetrovsk, Ucraina.

## Demografie
Componența lingvistică a localității Znamenivske
     Ucraineană (88,3%)
     Rusă (11,7%)
Conform recensământului din 2001, majoritatea populației localității Znamenivske era vorbitoare de ucraineană (88,3%), existând în minoritate și vorbitori de rusă (11,7%).